# Esquadrão N.º 84 da RAAF

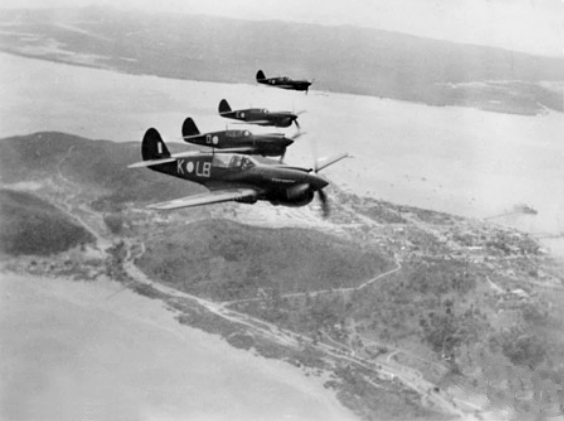
Esquadrão N.º 84 da RAAF sobrevoando uma ilha, 1943

O Esquadrão N.º 84 foi um esquadrão da Real Força Aérea Australiana (RAAF) durante a Segunda Guerra Mundial. Estabelecido em Fevereiro de 1943, era parte do esforço de defesa do Estreito de Torres de Abril de 1943 até Maio do ano seguinte. Depois de ser retirado do Estreito de Torres, o esquadrão foi reduzido até Maio de 1945, quando começou a ser re-equipado com novas aeronaves. Em Janeiro de 1946, depois do cessar das hostilidades, o esquadrão foi dissolvido.